# Rhodophiala andina
Rhodophiala andina är en amaryllisväxtart som beskrevs av Rodolfo Amando Philippi. Rhodophiala andina ingår i släktet Rhodophiala och familjen amaryllisväxter. Inga underarter finns listade i Catalogue of Life.

## Bildgalleri

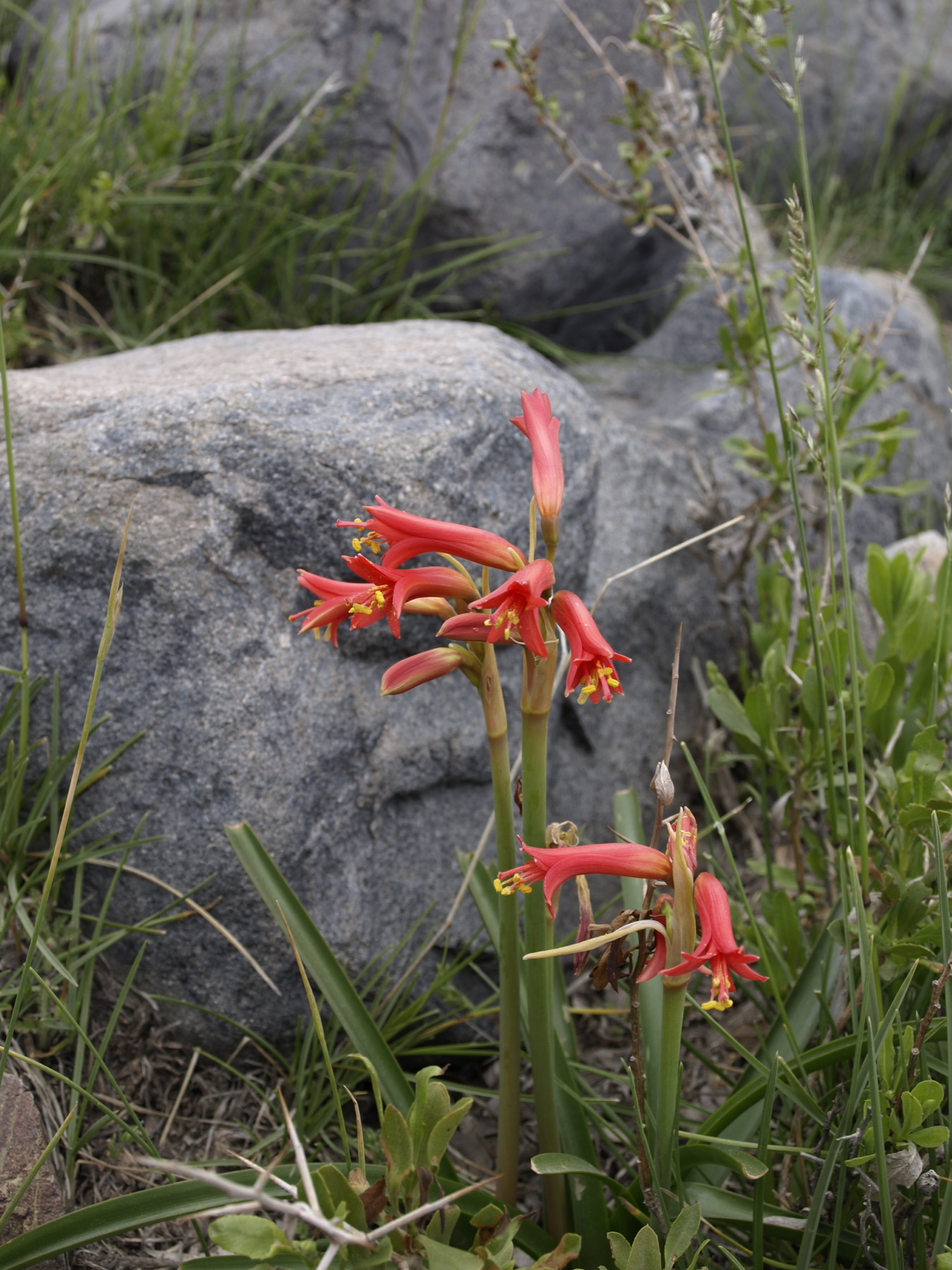